# ريو هاتسوسي
ريو هاتسوسي (باليابانية: 初瀬 亮)، من مواليد 10 يوليو 1997م وهو لاعب كرة قدم ياباني، يلعب مركز الدفاع، شارك مع زملائه في التشكيلة الثابتة لبطولة كأس العالم تحت 20 سنة، والتي أستضافته كوريا الجنوبية سنة 2017م.